# معبد منتو
معبد مونتو أو فناء منتو، الواقع بالقرب من الأقصر، مصر، هو واحد من أربعة مجمعات رئيسية تشكل مجمع معابد الكرنك الضخم. وهو مكرس للإله المصري مونتو. يغطي الموقع مساحة تبلغ حوالي 20,000 متر مربع. معظم المعالم الأثرية فيه ليست محفوظة جيدًا.

## المعالم

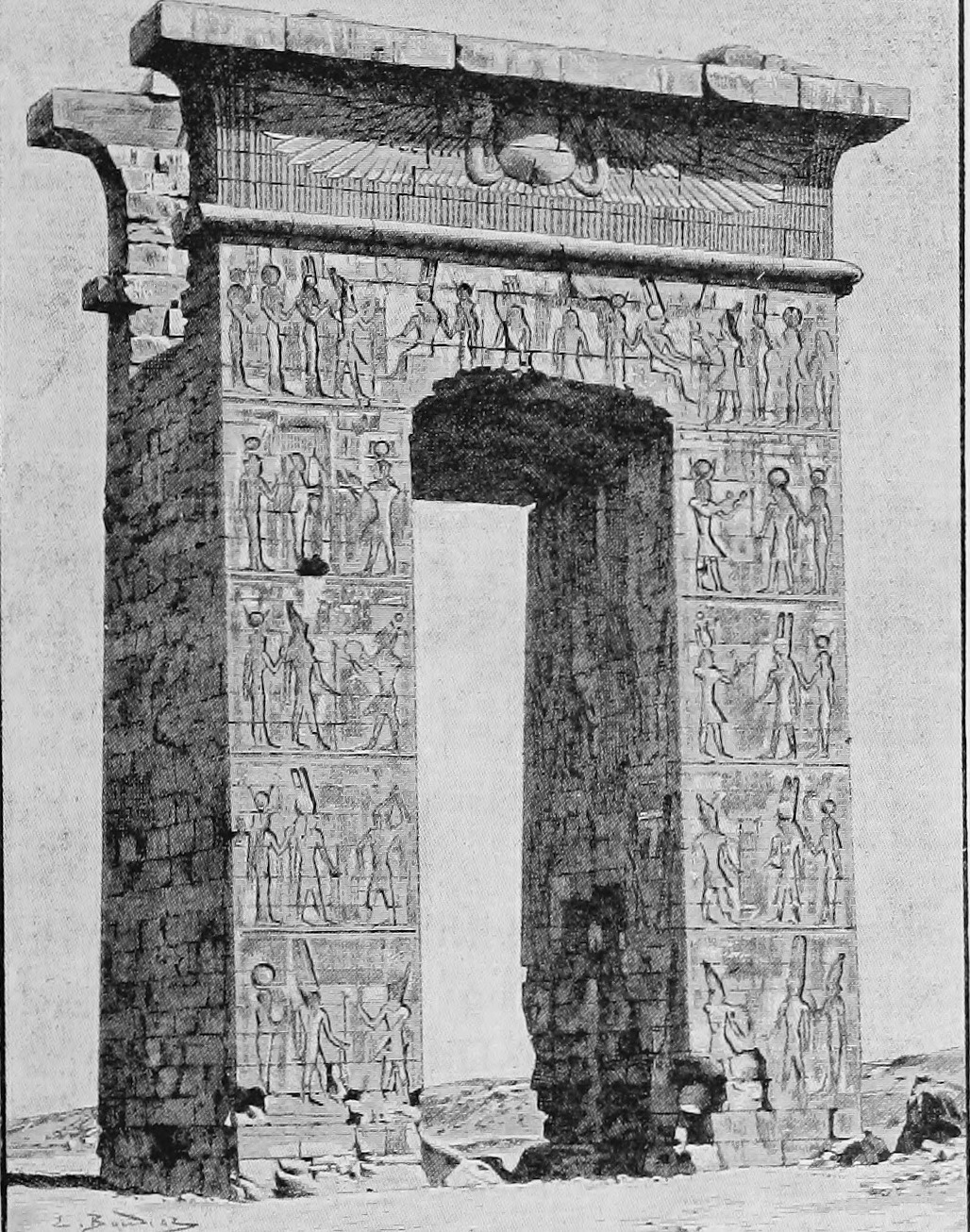
بوابة بطليموس الثالث وبطليموس الرابع

تشمل المعالم الرئيسية لمعبد مونتو معبد مونتو، ومعبد حارپيرع (بيت الولادة)، ومعبد ماعت، بحيرة مقدسة وبوابة بطليموس الثالث يويرجيتس / بطليموس الرابع فيلوباتور، والتي تعد أبرز هيكل في الموقع ويمكن رؤيتها بسهولة من داخل مجمع آمون-رع. تُعرف هذه البوابة أيضًا باسم "باب العبد". كانت هذه البوابة الضخمة تصل إليها طريق الكباش التي تربط المرفأ الذي يتصل بقناة تؤدي إلى حقل مونتو في المدامود شمال المدينة. من خلال هذه البوابة، يصل الزائر إلى ساحة كبيرة كانت مزينة بأعمدة تعود إلى الأسرة الخامسة والعشرون. في الجنوب، كانت سلسلة من الأبواب تؤدي إلى مجموعة من القباب التابعة لـالمتعبدة الإلهية لآمون، والتي كانت مجاورة للجزء الشمالي من مجمع آمون-رع.
تم بناء السور الخارجي بالطوب اللبن وتم ترميمه بواسطة نختنبو في الأسرة الثلاثين.

### معبد مونتو

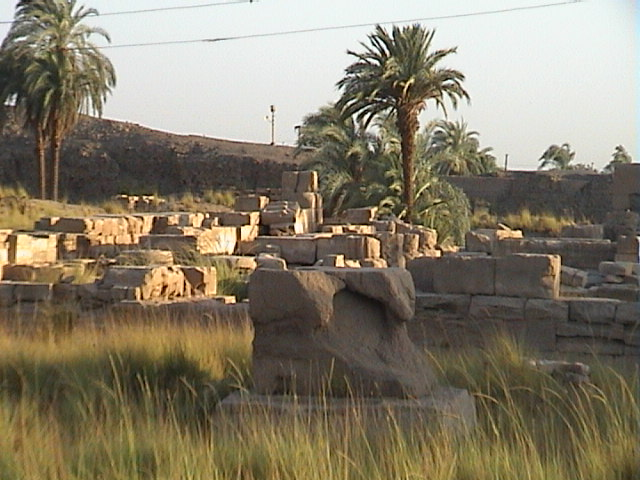
أطلال في مجمع مونتو

يتكون هذا المعبد من الأجزاء التقليدية لمعبد مصري، بما في ذلك بوابة ضخمة، وساحة وغرف مملوءة بالأعمدة. تعود بقايا المعبد إلى عهد أمنحتب الثالث الذي أعاد بناء المعبد المكرس في عصر الدولة الوسطى وكرّسه لـ"مونتو-رع". قام رمسيس الثاني بزيادة حجم المعبد بإضافة ساحة أمامية وإقامة مسلتين. كانت الساحة الكبيرة المدعمة بأعمدة مفتوحة على الساحة، وهي سمة من سمات المباني التي تم بناؤها في عهد أمنحتب الأول. يتكون قدس الأقداس من غرفة بأربعة أعمدة تخدم مختلف القباب المخصصة للعبادة وتؤدي إلى غرفة القارب التي تسبق ناووس الإله. بالقرب من الموقع في المدامود، كان هناك معبد آخر لمونتو.

### معبد ماعت
يعد معبد ماعت المعبد الوحيد المتبقي المخصص للإلهة ماعت. كان المعبد يعمل كقاعة محكمة لمحاكمة سارقي المقابر الملكية في عهد رمسيس التاسع في نهاية الأسرة العشرين.

### معبد حارپيرع (بيت الولادة)
قد يعود تاريخ البناء الأول لمعبد حارپيرع إلى الأسرة الحادية والعشرين، على الرغم من أن معظم المعبد تم بناؤه في عهد هاكور من الأسرة التاسعة والعشرين.

## الملاحظات
1. 1 2 3 4  Gabolde، Luc (1999). Bard، Kathryn A. (المحرر). Encyclopedia of the Archaeology of Ancient Egypt (ط. 1st). Routledge. ص. 473–477. ISBN:978-0415185899.